# James Figg
James Figg (1695 – 7 dicembre 1734) è stato un pugile inglese.
È considerato come colui che diede inizio alla fase moderna di questo sport. Il suo nome è stato inserito nella International Boxing Hall of Fame nel 1992.
Nacque a Thame un villaggio nello Oxfordshire nel 1695. Alto 1,81 m, pesava poco più di 90 chili, si dimostrò subito molto abile nel combattimento sia utilizzando le armi sia con il solo uso delle mani. Si dedicò allo sport della scherma per poi concentrarsi completamente nel pugilato. Viaggiava di villaggio in villaggio per dare dimostrazioni di boxe ed organizzare incontri, finché si recò a Londra dove accettava la sfida di chiunque e iniziò ad insegnare le sue tecniche di combattimento. Nel 1719 aprì un'accademia dedicata solo alla boxe, alla quale si iscrissero più di 1000 persone, dove gli allievi apprendevano le lezioni di Figg e dimostravano la loro forza. Sul biglietto da visita dell'ormai popolare James Figg c'era scritto: "Master of the noble science of defence".
La boxe che Figg proponeva all'epoca era molto differente da quella che siamo abituati a vedere nei giorni nostri. Si poteva afferrare l'avversario e scagliarlo per terra, erano ammessi i colpi anche quando l'avversario era caduto a terra. Non esisteva un ring ben definito, lo spazio adibito al combattimento era definito da una semplice linea disegnata per terra. La boxe era uno sport brutale e somigliava ad un'arte marziale dove molti colpi e tecniche di atterramento erano permesse.
Nel 1719 Figg si proclamò campione d'Inghilterra. In carriera Figg disputò 15 incontri vincendoli tutti, finché nessuno volle più sfidarlo. Si ritirò imbattuto nel 1736.  Con i soldi guadagnati e l'aiuto del Principe di Galles aprì a Londra un Anfiteatro in Oxford Street utilizzato per organizzare gli incontri di boxe. Figg morì nel 1740.
Il 6 giugno del 1727 si ricorda l'incontro che Figg combatté contro Ned Sutton un intagliatore di pipe di Gravesend. La sfidà generò molto interesse e fece giungere molte persone importanti tra cui il primo ministro Sir Robert Walpole. L'incontro era suddiviso in due, nella prima parte era ammesso l'uso di spade,invece nella seconda parte si utilizzavano solamente i pugni. Nella prima sfida per circa 30 minuti i due sfidanti si studiarono con attenzione, finché Sutton attaccò Figg costringendolo ad una molto difficile difesa durante la quale si ferì al braccio con la propria spada. L'incontro non fu fermato perché la ferita al braccio non era considerata grave. Subito dopo Figg colpì Sutton sulla spalla, in maniera seria, questo garantì a Figg la vittoria del prima fase dell'incontro.
Dopo 30 minuti di pausa iniziò il secondo incontro, durante il quale i due si colpirono e si afferrarono più volte. Anche questa fase fu vinta da Figg.
Figg non può essere considerato un pugile moderno, anche se il suo contributo fu rilevante per segnare l'inizio della fase moderna del pugilato. La sua scuola sarà un serbatoio di nuovi campioni, uno dei quali era il pupillo di Figg: Jack Broughton.Sarà colui che nel 1743 scriverà le prime regole fondamentali del pugilato conosciute come il London Prize Ring rules.
Grazie a James Figg, a partire dall'anno 1767 cominciarono a disputarsi anche in Francia i primi combattimenti di pugilato moderno. Infatti egli nell'anno 1733 partì in giro per la Francia per far scoprire questo nobile sport anche ai cugini di oltremanica.